# Camino del Sur
Camino del Sur fue un programa radiofónico de la cadena española COPE, presentado y dirigido por el locutor César Vidal, que durante cuatro temporadas (entre 2005 y 2009) recogió canciones de distintos estilos musicales del sur de los Estados Unidos, haciéndose referencia también a otros aspectos de la cultura sureña como la historia, la literatura o el cine.
Tras la creación de la emisora esRadio y la incorporación a la misma del presentador del espacio, comenzó a emitirse en septiembre de 2009 en el nuevo medio, manteniendo el mismo presentador, sintonía, estilo y estructura, aunque ampliando su duración de una a dos horas. El nuevo programa pasó a llamarse Regreso a Camino del Sur.

## Historia
El 11 de septiembre de 2005, tras plantear la idea a los ejecutivos de la Cadena COPE, tiene lugar la primera emisión de Camino del Sur en la emisora musical Cadena 100, de 21 a 23 de la noche. Dentro de una programación exclusivamente musical, se convierte en el programa más escuchado de Cadena 100, a notable distancia de otros programas y superando la audiencia del espacio que había ocupado ese horario en temporadas anteriores.
A partir del 1 de octubre de 2006, en su segunda temporada de emisión, es relegado a las noches del sábado, madrugadas del domingo y se reduce su duración en una hora, de 1 a 2 de la mañana. Asimismo, se pasa su emisión de Cadena 100 a la COPE.
Debido a la marcha de César Vidal Manzanares de la Cadena COPE, el programa deja de emitirse por esta cadena para hacerlo por la nueva cadena esRadio bajo el nombre de Regreso a Camino del Sur, también presentado por César Vidal, y que se emite los sábados de 22:30 a 0:30 h., con redifusión los domingos de 17:00 a 19:00 h.

## Estructura
En su primera temporada, el programa incluía las siguientes secciones:
- Presentación, a cargo del tema Alabama Song de Allison Moorer, que servía de sintonía al programa, y al cual seguían varias canciones presentadas históricamente por César Vidal.
- Lo contaron así, con una selección de canciones que relatan historias típicamente sureñas.
- El cine del Sur, en el que Mónica Villalaín presenta una película previamente seleccionada por Galina Kalinnikova y de la que César Vidal relata anécdotas de su rodaje, de sus actores o de su banda sonora.
- El libro del Sur, un relato narrado por Abigail Tomey y extraído de libros de autores sureños como William Faulkner, Mark Twain, John Kennedy Toole o Carson McCullers.
- Mi canción sureña, con un invitado que selecciona su canción sureña favorita.

A lo largo de todo el programa, como nexo entre las distintas secciones, se incluyen canciones de autores de la talla de Elvis Presley, Jerry Lee Lewis, Chuck Berry, Louis Armstrong, Kenny Rogers, Johnny Cash, Nat King Cole... así como referencias a la historia y la cultura del sur de los Estados Unidos.
A partir de su segunda temporada, y debido a la reducción de horario, tan solo se mantuvieron las secciones "El cine del Sur" y "El libro del Sur".

## Equipo
- César Vidal Manzanares, presentador y director
- Galyna Kalinnikova, productora
- Abigail Tomey
- Mónica Villalaín, productora y redactora
- Isaac Jiménez, Webmaster